# محسن رضایی
محسن رضایی میرقائد (با نام اصلیِ سبزوار رضایی میرقائد؛ زادهٔ ۱۰ شهریور ۱۳۳۳) فرمانده نظامی و سیاستمدار اصولگرای ایرانی است که به‌عنوان عضو مجمع تشخیص مصلحت نظام، دبیر شورای عالی هماهنگی اقتصادی سران قوا و مدرس دانشگاه امام حسین فعالیت می‌کند. وی از سال ۱۳۷۶ تا ۱۴۰۰ به‌عنوان دومین دبیر مجمع تشخیص مصلحت نظام فعالیت می‌کرد و در دولت سیزدهم از سال ۱۴۰۰ تا ۱۴۰۲ سمت معاون اقتصادی رئیس‌جمهور را برعهده داشت.
رضایی فعالیت سیاسی خود را از ابتدای دههٔ ۱۳۵۰ آغاز کرد که منجر به دستگیری او توسط ساواک شد و دوره‌ای را نیز در شهر اهواز در زندان سپری کرد. این فعالیت‌ها به پایه‌گذاری گروه منصورون انجامید. او به همراه محمد بروجردی، از اعضای تیم حفاظت از سید روح‌الله خمینی، رهبر جمهوری اسلامی، پس از ورود او به کشور بودند. پس از وقوع انقلاب ۱۳۵۷، او از پایه‌گذاران سازمان مجاهدین انقلاب اسلامی بود و یکی از اعضای هیئت ۱۲ نفره تدوین اساسنامه سپاه پاسداران در زمستان ۱۳۵۷ به‌شمار می‌آمد.
رضایی از ۱۳۵۸ تا ۱۳۶۰ نخستین فرمانده واحد اطلاعات سپاه بود و در سال ۱۳۶۰ با حکم خمینی به فرماندهی سپاه پاسداران انقلاب اسلامی منصوب گردید و تا ۱۳۷۶ به مدت ۱۶ سال در این جایگاه فعالیت کرد. او که تحصیلات در مقطع کارشناسی رشته مهندسی مکانیک دانشگاه علم و صنعت ایران را پیش از انقلاب نیمه‌کاره رها کرده بود، در سال ۱۳۷۶ و پس از استعفاء از فرماندهی سپاه، بار دیگر از سر گرفت و ابتدا کارشناسی اقتصاد را از مرکز آموزش سازمان برنامه و بودجه دریافت کرد. او سپس کارشناسی ارشد و دکتری اقتصاد را در سال ۱۳۷۹ از دانشگاه تهران اخذ کرد.
در سال ۱۳۹۸، وزارت خزانه‌داری ایالات متحده رضایی را به دلیل پیشبرد اهداف بی‌ثبات‌کننده حکومت در منطقه و جهان در فهرست تحریم‌ها قرار داد. حکم جلب بین‌المللی او از سوی اینترپل در نوامبر ۲۰۰۷ به اتهام دخالت داشتن او در بمب‌گذاری آمیا صادر شده است. آرژانتین در اکتبر ۲۰۲۲ از قطر خواست رضایی را به اتهام مسئولیت در بمب‌گذاری آمیا فوراً دستگیر کند.

## ابتدای زندگی، تحصیلات و اوایل انقلاب
رضایی به نام سبزوار رضایی میرقائد در ۱۰ شهریور ۱۳۳۳ به هنگام کوچ ایل بختیاری به سوی قشلاق، در روستای بنه‌وار بابااحمد، از توابع شهرستان مسجدسلیمان در استان خوزستان زاده شد. دوران کودکی و نوجوانی را در مسجدسلیمان سپری کرد و بخشی از تحصیلات متوسطه را در دبیرستان سینا این شهر به پایان رساند و در سال ۱۳۴۸ برای ادامه تحصیل در هنرستان صنعتی شرکت ملی نفت ایران، به اهواز نقل مکان کرد. رضایی در این شهر فعالیت‌های سیاسی علیه رژیم پهلوی را آغاز کرد، که در پی این فعالیت‌ها، در سال ۱۳۵۲ توسط ساواک اهواز دستگیر شد و مدت ۶ ماه را در زندان اهواز سپری نمود. وی در زندان با گروهی از مخالفان پادشاهی پهلوی از شهرهای خرمشهر، دزفول و تهران آشنا شد، که این آشنایی‌ها منجر به تشکیل یک گروه چریکی با مشارکت اسماعیل دقایقی، عبدالله ساکی، فریدون مرتضایی و غلامرضا قمیشی، تحت نام جمعیت منصورون گردید.
رضایی در سال ۱۳۵۳ پس از قبولی در کنکور سراسری، در مقطع کارشناسی رشته مهندسی مکانیک دانشگاه علم و صنعت پذیرفته شد و به تهران نقل مکان کرد و در محله نارمک ساکن شد. او در سال ۱۳۵۳ با معرفی و وساطت امام جمعه نارمک با معصومه خدنگ ازدواج کرد. در سال ۱۳۵۴ با شدت گرفتن فشار ساواک بر گروه‌های چریکی، او ناچار شد تحصیلات دانشگاه را رها کند و از آن پس تا سال ۱۳۵۷ به همراه گروهی از اعضای منصورون، زندگی مخفی را در پیش گرفت. رضایی به همراه محمد بروجردی از اعضا تیم حفاظت از روح‌الله خمینی، در روزهای نخست ورود وی به کشور بودند.
وی پس از انقلاب ۱۳۵۷ از پایه‌گذاران سازمان مجاهدین انقلاب اسلامی به‌شمار می‌آمد، که ائتلافی متشکل از ۷ گروه مسلح (امت واحده، توحیدی خلق در خارج از کشور، توحیدی فلق، بدر، موحدین در خوزستان و کرمان، صف در اصفهان و تهران و منصورون) بود و به دعوت مرتضی مطهری برای رویارویی با سازمان مجاهدین خلق تأسیس گردید. این گروه‌های مسلح مسوول اقداماتی نظیر بمبگذاری در رستوران خوانسالار در تهران که از محل‌های اصلی گردهم آمدن اتباع آمریکایی بود، و همچنین پرتاب بمب به اتوبوس حامل اتباع آمریکایی در اصفهان بودند. خود رضایی که عضو گروه منصورون بود می‌گوید که با کلاشنیکوف به نیروهای حکومت پهلوی شلیک کرده است. او عضو هیئت ۱۲ نفره تدوین اساسنامه سپاه پاسداران در زمستان ۱۳۵۷ بود و در اردیبهشت ۱۳۵۸ با پشتیبانی روح‌الله خمینی واحد اطلاعات سپاه را تأسیس کرد و اولین فرمانده این واحد، در فاصله سالهای ۱۳۵۸ تا ۱۳۶۳ بود.
رضایی دربارهٔ تشکیل این سازمان اطلاعاتی در سپاه در یک مصاحبه تلویزیونی می‌گوید «تمام سیستم‌هایی که یادگرفته بودیم قبل از انقلاب در برخورد با ساواک و روی ما عمل شده بود ما این بار آنها را علیه ضدانقلاب فعال کردیم. خیلی کار شجاعانه‌ای می‌خواست چون آن موقع هنوز نفرت از ساواک و نفرت از این کارها در ذهن مردم ما و جوان‌های ما بود. یادم است وقتی ما سازمان اطلاعاتی سپاه را راه انداختیم در خود سپاه می‌گفتند برادر محسن آمده آنتن به پا کرده [است]. منظورشان از آنتن همان کارهای ساواک و کارهای مخفی کاری بود…» رضایی با استفاده از این دستگاه اطلاعاتی به کشف ضدانقلاب و بازداشت مخالفان پرداخت و در سرکوب اعتراضات کردستان و سیستان و بلوچستان و خنثی سازی کودتای نوژه نقش کلیدی داشت.
پس از پایان جنگ ایران و عراق، به دانشگاه علم و صنعت بازگشت، ولی بار دیگر تحصیلات مهندسی را نیمه‌کاره گذاشت و در سال ۱۳۶۹ در مقطع کارشناسی اقتصاد در مرکز آموزش سازمان برنامه و بودجه تحصیلات خود را از ابتدا آغاز کرد. وی کارشناسی ارشد اقتصاد و دکتری اقتصاد را در سال ۱۳۷۹ از دانشگاه تهران اخذ نمود.

### اولین مناظره در جمهوری اسلامی
بعد از حادثه اشغال گنبد کاووس توسط گروه‌های مخالف جمهوری اسلامی، در ۱۱ اسفند سال ۱۳۵۸، نخستین مناظره در نظام جمهوری اسلامی شکل می‌گیرد. محسن رضایی مسئول وقتِ اطلاعات سپاه، پس از آزادی شهر و دستگیری سران مخالفان مسلح به سید محمد بهشتی پیشنهاد می‌دهد که قبل از محاکمه، به سران چریکهای فدایی خلق اجازه بدهند با آن‌ها مناظره کنند، از آنجا که رضایی مسئول اطلاعات سپاه بود، از طرف نظام با سران چریک‌های فدایی خلق به صورت زنده در صدا و سیمای جمهوری اسلامی مناظره کرد.

در این مناظره ابوالحسن بنی صدر (رئیس‌جمهور وقت) و مصحف (استاندار مازندران)، محسن رضایی (مسئول اطلاعات سپاه)، درویش (مسئول سپاه گنبد)، ولی‌الله فلاحی (فرمانده نیروی زمینی ارتش)، افشار (معاون فرمانده یگان گنبد)، درازگیسو (فرماندار گنبد)، همچنین از سازمان چریک‌های فدایی خلق نیز سه نفر آمده بودند؛ فرخ نگهدار، علی‌محمد فرخی (علی کشتگر) و جمشید طاهری‌پور. مناظره به مدت بیش از ۴ ساعت برگزار شد، به مناظره‌ای مشهور و از پربیننده‌ترین برنامه‌های صدا و سیما در آن مقطع زمانی تبدیل گردید. در بخشی از این مناظره محسن رضایی خطاب به بنی صدر می‌گوید:
شما سپاه پاسداران را متهم می‌کنید که با فئودال‌ها در رابطه است؟ اگر چنین بود که آمریکا از آن وحشتی نداشت]. ما امیدواریم که مردم قضاوت همیشگی خودشان را خواهند کرد؛ قضاوتی که پشت دشمنان این مرز و بوم را به لرزه درآورد. این قضاوت، قضاوت خلق هاست. قضاوت عده‌ای قدرت طلب و انحصار گرا نیست»

- محسن رضایی

## سپاه پاسداران
همه می‌دانند برادر محسن رضایی قبل اینکه به فرماندهی کل سپاه منصوب شوند، از مسائل نظامی اطلاع نداشتند، بعد از انتصاب هم با دستیارانشان در قرارگاه‌ها نشستند. کسانی هم که در قرارگاه‌ها می‌نشینند چیزی یادنمی‌گیرند. بچه‌هایی مثل حاج علی موحد و حاج احمد متوسلیان نیز در دل خون و آتش منزوی می‌شوند. اصل قضیه و مشکل ما در این نهفته است که فرماندهی ما آنطوری که باید و شاید نمی‌تواند در جنگ کار کند. برادر محسن رضایی باید جواب دهد که چرا وقتی عملیات شروع می‌شود، نیروها به امید خدا رها می‌شوند و اصلاً در صحنهٔ عملیات فرماندهی وجود ندارد. با تاکتیک‌های دشمن مقابله نمی‌شود و نیروهای ما میانهٔ میدان رها می‌شوند و دشمن هم با کارشناسان نظامی که دارد نیروهای ما را قیچی می‌کند، منهدم می‌کند و اسیر می‌گیرد.

حسن بهمنی در جلسهٔ ۵ آذر ۱۳۶۳ فرماندهان سپاه
محسن رضایی و محمد بروجردی از اعضا تیم حفاظت روح‌الله خمینی بودند که به کوشش مرتضی مطهری، پس از بازگشت خمینی به ایران تشکیل شده بود. این آشنایی

محسن رضایی با یک جت اف ۵ به تهران آمد. ساعت چهار بعدازظهر به اینجا رسید. معلوم شد حمله عراق موفق نبوده و حدود صد اسیر از عراقی‌ها گرفته‌اند. صدها نفر از آن‌ها را کشته‌اند و آن‌ها را متوقف کرده‌اند، ولی جنگ ادامه دارد و ممکن است نیروهای ما را مشغول کنند و مانع انجام طرح بزرگ کربلای ۲ بشوند.
مشورت داشت که از محورهای دیگر حمله کنیم، پذیرفتیم. امام را هم زیارت کردند. استخاره می‌خواست که امام گفتند مورد استخاره نیست، به امید خدا با معیارهای عقلانی عمل کنید.

حسن بهمنی در جلسهٔ ۵ آذر ۱۳۶۳ فرماندهان سپاه
مختصر باعث گردید که در شهریور ۱۳۶۰، روح‌الله خمینی وی را به فرماندهی کل سپاه پاسداران منصوب نماید. او پنجمین فرمانده کل سپاه بعد از جواد منصوری، عباس دوزدوزانی، مرتضی رضایی و عباس آقازمانی بود.
محسن رضایی در سال دوم جنگ به عنوان فرمانده سپاه منصوب شد. قوای نظامی ایران نیز در چهار عملیات پی در پی در عملیات‌های طریق القدس، ثامن الائمه، فتح المبین و بیت‌المقدس توانست بخش قابل توجهی از اراضی اشغال شده را آزاد و به مرزهای بین‌المللی برسد.

### جنگ ایران و عراق

#### جلسه ۵ آذر ۶۳
در پی انتشار یک سند تاریخی و محرمانه در سال ۹۹، روایت جدیدی از مدیریت محسن رضایی بر سپاه پاسداران در دوران جنگ مشخص شد. در پی شکست‌های پیاپی ایران در خاک عراق، جلسه مهمی در مرکز فرماندهی جنگ برگزار می‌شود که در آن فرماندهی سپاه مورد انتقاد سپاهیان ناراضی قرار می‌گیرد. در این جلسه به نقش حسین طائب در نفوذ یک جریان سیاسی خاص به این نهاد و اقدامات حسین نجات در پرونده سازی امنیتی برای سپاهیان منتقد اعتراض می‌شود. به علاوه، انتصاب مدیران ناآشنا با جنگ از جمله محسن رضایی و محمدباقر ذوالقدر، به مسئولیت‌های کلیدی مورد انتقاد قرار می‌گیرد. برخی معترضان از فرماندهانی انتقاد می‌کنند که «می‌نشینند توی قرارگاه، توی لندکروزها، اما وقتی عملیات شروع می‌شود، نیروی بسیج… رها می‌شود به امید خدا». آنها در مقابل به برخورد حذفی با فرماندهان مهم نظامی همچون داوود کریمی، علی موحد دانش یا احمد متوسلیان انتقاد دارند و در مورد وقوع «کودتای خزنده در سپاه» هشدار می‌دهند. حسن بهمنی، معاون وقت طرح و عملیات سپاه تهران و مسئول عملیات تیپ ۱۰ سیدالشهدا در این جلسه می‌گوید: «اصل قضیه این است که همین الان، برادر محسن رضایی همه می‌دانند که ایشان قبل از اینکه به عنوان فرمانده کل سپاه منصوب بشوند از مسائل نظامی اطلاع نداشتند، بعد از این هم که منصوب شدند توی قرارگاه‌ها نشسته‌اند با دستیاران‌شان. کسانی هم که توی قرارگاه‌ها می‌نشینند چیزی یادنمی‌گیرند. بچه‌هایی هم که مثل حاج علی موحد، حاج احمد متوسلیان، توی دل خون و آتش آن چیزهایی که باید یاد بگیرند [را یادمی‌گیرند] منزوی می‌شوند. اصل قضیه و مشکلات ما در اینجا نهفته است که فرماندهی ما آن طوری که باید و شاید نمی‌تواند در جنگ کار بکند.»
بیشتر منتقدان این جلسه اگرچه بعضاً جزو فرماندهان هستند، اما چون به مدیران ارشد سپاه اعتقاد ندارند، در عملیات بعدی به عنوان بسیجی ساده به خط مقدم می‌زنند و کشته می‌شوند.

#### برخورد با منتقدان در سپاه

محسن رضایی و ابوالحسن بنی صدر در مناظره ۱۳۵۸

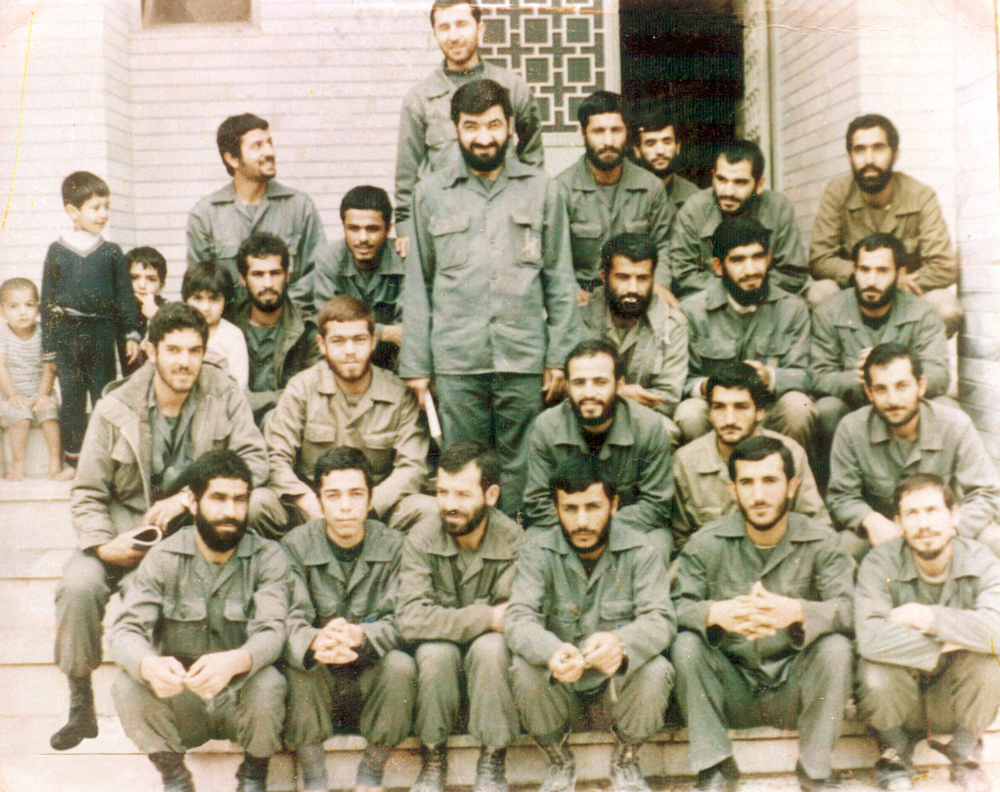
رضایی (ایستاده) به همراه فرماندهان سپاه در دوران جنگ ایران و عراق. در تصویر فرماندهان سرشناسی چون محمدابراهیم همت، مهدی باکری، محمدحسین باقری و محمدعلی جعفری نیز دیده می‌شوند.

او و نزدیکانش بلافاصله پس از جلسه مذکور زمینه‌سازی برای برخورد با منتقدان را شروع می‌کنند. اکبر هاشمی رفسنجانی در خاطرات همان روز می‌نویسد: «بعداز ظهر، آقایان محسن رضایی و محسن رفیق دوست و سیدجلال ساداتیان [مسئول دفتر وقت هاشمی] آمدند. گزارش مراسم معرفی فرمانده سپاه پاسداران تهران را آوردند که عده‌ای از مخالفان، شلوغ و اغتشاش کرده بودند. اجازه تعقیب آنها را می‌خواستند.» رضایی چهار روز قبل هم با درخواست «برخورد خشن» با منتقدانش به سراغ فرمانده جنگ رفته است. در خاطرات اول آذر ۱۳۶۳ هاشمی رفسنجانی آمده: «پیش از ظهر، آقای محسن رضایی آمد. از تحرک مخالفانش در سپاه و کارشکنی در منطقه تهران، علیه فرماندهی سپاه اظهار ناراحتی شدیدی و درخواست اجازه برخورد خشن‌تر و تنبیه مخالفان را داشت.» درخواست محسن رضایی ظاهراً پس از آن صورت می‌گیرد که او در استان کرمانشاه، که آن زمان باختران نام داشت، تجربه سختی را پشت سر می‌گذارد. در خاطرات ۲۵ آبان هاشمی رفسنجانی آمده: «آقای محسن رفیق‌دوست اطلاع داد که امروز در باختران، در جلسه‌ای از طرف بعضی از پاسداران به محسن رضایی فرمانده سپاه پاسداران اعتراض و اهانت شده است.»
در خاطرات حمید داودآبادی از مورخان جنگ ایران و عراق آمده که در ابتدی جلسه‌ای در پادگان ابوذر در در پاییز ۶۳، مجری مراسم اسامی عباس کریمی فرمانده وقت لشکر ۲۷ و معاونش محمدرضا دستواره را، به همراه کاظم رستگار فرمانده تیپ ۱۰ و معاونش می‌خواند که قاعدتاً در آن زمان، احمد غلامی بوده است. مجری این فرماندهان را صدا می‌کند تا پهلوی محسن رضایی بنشینند ولی هیچ‌کدام جلو نمی‌آیند. پس از اختلاف‌هایی که پیش می‌آید، برخورد محسن رضایی با منتقدان آغاز می‌شود: «از روز بعد، لندکروزهای حفاظت اطلاعات سپاه، در پادگان چرخ می‌زدند و مثل فیلم‌های سیاسی - پلیسی، هر کس را که قبلاً شناسایی کرده بودند -و اکثراً بچه‌های لشکر ۱۰ بودند- دستگیر کرده و با خود می‌بردند. به دستور زرمخی مسئول تبلیغات، عکس‌های منتظری از اتاق‌ها پایین کشیده شد… [به گفته یکی از نیروهای اطلاعات و عملیات] دیشب، در ساختمان فرماندهی لشکر سیدالشهدا، ۶ ساعت جلسه بین محسن رضایی و مخالفان او بوده که کاظم رستگار جلوی محسن ایستاده و گفته که چرا نیروهای مجاهدین انقلاب را به کار می‌گیری و محسن هم همان‌جا جلوی همه گفته که تو منافق هستی و من می‌دهم به جرم نفاق دادگاهیت کنند.» در روایتی که خبرگزاری تسنیم آن را منتشر کرد آمده است که رستگار فقط به فرماندهی کل سپاه نبود بلکه برای کل موضوع اداره جنگ حرف داشتند. آنها به امکانات و بودجه‌هایی که در اختیار جنگ قرار می‌گرفت، تاکتیک‌ها، راهبردها و انتخاب مناطق عملیاتی نقد داشتند.
کاظم رستگار فرمانده تیپ ۱۰ در عملیات بعدی به عنوان بسیجی ساده شرکت کرد و کشته شد.

#### اختلاف با صیاد شیرازی

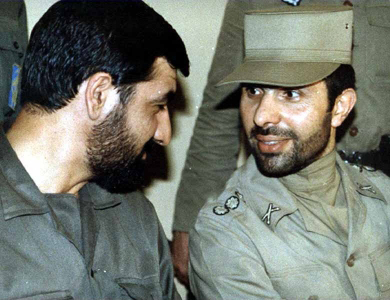
رضایی به همراه علی صیاد شیرازی فرمانده وقت نیروی زمینی ارتش

در سال ۱۳۶۴ و بعد از عملیات قادر صیاد شیرازی ناکامی ارتش در این عملیات را ناشی از عدم همکاری سپاه دانستهو این موضوع اختلافات پیش آمده بین محسن رضایی به عنوان فرمانده سپاه و صیاد شیرازی به عنوان فرمانده نیروی زمینی تا بدانجا رسید که رضایی در دیدار با روح‌الله خمینی درخواست که که به او درجه امیری ارتش داده تا بتواند از امکانات ارتش برای سپاه و جنگ استفاده کند. به گفته رئیس اداره دوم ارتش در دهه ۶۰ سرهنگ محمدمهدی کتیبه محسن رضایی باعث کنارگذاشتن صیاد شیرازی از فرماندهی نیروی زمینی ارتش بود.

#### کربلای ۴ و ۵
یکی از چالش‌های مدیریتی محسن رضایی در دوران فرماندهی جنگ، عملیات کربلای ۴ و ۵ است؛ محسن رضایی و بعضی از فرماندهان مانند محمد کوثری، عملیات کربلای ۴ و ۵ را بهم پیوسته می‌دانند در مجموع آن را نسبتاً موفق می‌دانند چرا که این دو عملیات به آزادسازی ۱۵۰ کیلومتر مربع خاک کشور، تصرف جزایر مهم بوآرین، فیاض، ام‌الطویل، تصرف شهرک دوعیجی، رودخانه دوعیجی، نهر جاسم و قسمتی از جاده شلمچه بصره منجر گردید.
هنگامی که عملیات شروع شد، نیروها بعد از گذشت چند ساعت با مشکل عجیبی روبرو شدند؛ در منطقه شلمچه جبهه باز شد ولی در منطقه خرمشهر و آبادان دشمن مقاومت عجیبی می‌کرد. محسن رضایی تصمیم می‌گیرد باقی نیروها از شلمچه ادامه تک بدهند ولی اکثر لشگرها در خرمشهر و آبادان بودند و برای انتقال به شلمچه و توجیه شدن و آمادگی پیدا کردن چند روز وقت می‌خواستند و از طرف دیگر دشمن در کل منطقه هوشیار شده و او هم نیروهایش را روبروی نیروهای ایرانی می‌آورد؛ بنابراین از نزدیکی‌های صبح به نیروها دستور داده شد که عملیات را متوقف کنند و به عقب برگردند و نیروها تقریباً تا قبل از ظهر به عقب برگشتند و دوازده روز بعد بلافاصله عملیات کربلای پنج را در منطقه عمومی شلمچه اجرا کردند که منجر به آزادسازی ۱۵۰ کیلومتر از اراضی ایران و بعضی تصرفات دیگر گردید و از تلخی مرحله اول عملیات کاسته شد.
در سال ۱۳۹۷، محسن رضایی در توئیتی در پاسخ به تحلیل‌ها و علل شکست در عملیات کربلای ۴ این عملیات را صرفاً یک عملیات فریب دانست.
عملیات کربلای ۴، در سوم دی ۱۳۶۵ و با تصرف شهر بصره آغاز شد اما نتیجه آن بزرگ‌ترین شکست ایران در طول جنگ هشت ساله با عراق بود به دلیل لو رفتن عملیات از قبل تنها پس از یک شبانه روز متوقف شد.

علی شمخانی فرمانده وقت نیروی زمینی سپاه در مورد تلفات این عملیات چنین می‌گوید: 
 نزدیک ۱۰۰۰ شهید و ۳۹۰۰ مفقودالاثر داشتیم که اکثر آنها را باید شهید حساب کرد و حدود ۱۱ هزار مجروح .
 و حسین علایی، فرمانده سابق نیروی دریایی سپاه پاسداران، تلفات این عملیات فریب را پنج هزار کشته و ۱۱ هزار مجروح در «کربلای ۴» اعلام می‌کند.
محسن رضایی علی‌رغم اطلاع از لو رفتن عملیات به فرماندهان لشگرهای شرکت کننده در عملیات در این مورد یا برنامه لغو عملیات و عقب‌نشینی اطلاعی نداد.
وی پس از موج اعتراض‌های صورت گرفته در خصوص توئیت خود با پس‌گیری سخنانش در تصحیح این توئیت گفت که از توئیت او «برداشت اشتباه شد» و این عملیات، عملیات اصلی بوده است، نه «عملیات فریب».

#### چالش‌های سیاسی در فرماندهی جنگ
در پی اعلام تعلیق فعالیت حزب جمهوری اسلامی و زایش دو جناح چپ و راست در جمهوری اسلامی اختلافات سیاسی در حاکمیت به‌ویژه بین رئیس‌جمهور و نخست‌وزیر افزایش یافت و دامنه این اختلافات به جبهه‌های جنگ و سطوح فرماندهی سرایت کرد.
محسن رضایی در ۹ اردیبهشت ۱۳۶۶ در نامه‌ای به احمد خمینی با ذکر دلایلی چون امکانات کم و پشتیبانی ضعیف و پیش‌بینی اینکه نیروهای ایرانی بدون رفع این مشکلات تلفات سنگینی خواهند داد از مقام فرماندهی کل سپاه استعفا داد. آقای رضایی در استعفانامه خود نوشت که «علیرغم مقاومت‌های زیاد در مقابل مشکلات و نارسایی‌های میدان نبرد (که عمدتاً ناشی از افراد و عوامل داخلی جامعه و مسئولان کشور بوده‌اند)، مجبور به استعفا شده است.» روح‌الله خمینی با استعفای محسن رضایی مخالفت کرد و او تا سال ۱۳۷۶ در فرماندهی کل سپاه باقی ماند.

### دیگر اقدامات در سپاه
- تأسیس دانشگاه امام حسین
- تأسیس قرارگاه سازندگی خاتم‌الانبیا
- تأسیس دانشگاه علوم پزشکی بقیةالله
- تأسیس نیروهای سه‌گانه سپاه (نیروی زمینی، هوایی و دریایی سپاه پاسداران)[۴۹]
- تشکیل نیروی قدس سپاه[۵۰]

### نظر فرماندهان سپاه

#### سیدعلی خامنه‌ای

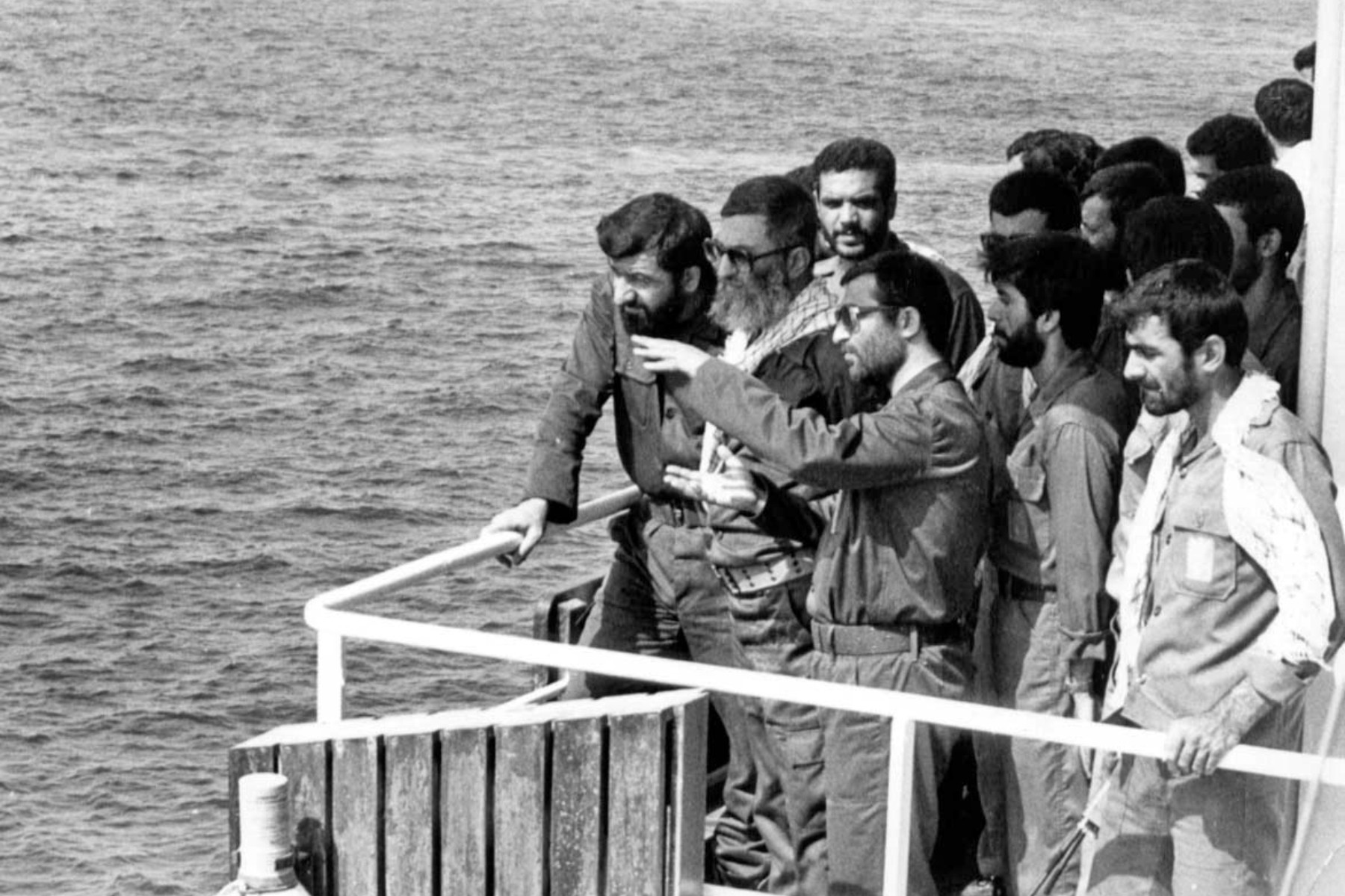
رضایی (تکیه داده به نرده) در کنار سید علی خامنه‌ای، مرداد ۱۳۶۶

سید علی خامنه‌ای در سال ۱۳۷۶ پس از کناره‌گیری محسن رضایی از فرماندهی سپاه، در حکم دبیری او می‌نویسد: «شما حقاً در این مدت همه استعدادهای خود را بکار انداختید تا سازمانی را که عظمت و کارایی و فداکاری و نشاط انقلابی آن، چشم تحلیل‌گران جهان را هم به خود متوجه ساخته است، از مجموعه‌ای از جوانان ایثارگر و عاشق اسلام و انقلاب و امام پدیدآورید و به رشد و بالندگی برسانید.»

#### غلامعلی رشید
غلامعلی رشید، جانشین سابق ستاد کل نیروهای مسلح ایران و فرماندهی قرارگاه مرکزی خاتم‌الانبیاء در مقدمه کتاب «جنگ به روایت فرمانده» در خصوص محسن رضایی می‌گوید:
| « | برای عملیات طریق‌القدس آماده می‌شدیم این‌جانب به همراه شهید حسن باقری و برادر رحیم صفوی دربارهٔ گره‌های مواصلاتی به نظر واحدی رسیدیم لیکن در جلسه با آقا محسن ایشان آنچنان با استدلال و منطق نظامی قوی با ما بحث کرد که منطق او بر ما برتری یافت آن‌گونه که شهید حسن باقری پس از اتمام جلسه به من گفت آقا رشید! آقا محسن فرماندهی خودش را در این جلسه به همه ما اثبات کرد، او فرماندهی بزرگ است و خواهد بود. او در این مقدمه می‌افزاید بسیاری از فرماندهان و سرداران و امیران، در تفکر راهبردی و فرماندهی، مدیریت بحران، بن‌بست شکنی و بسیج نیروها و امکانات همچون سیل بنیان‌کن و پای کار آوردن آن‌ها علیه دشمن، به گرد پای آقا محسن نخواهند رسید و درخشان‌ترین عملیات‌های جنگی خود را باید از او تقلید کنند. در آینده در نیروهای مسلح، کارها و اقدامات آقا محسن رضایی به‌عنوان یک سبک و مکتب دفاعی خواهد ماند و فرماندهان آینده با غرور باید کارها را «محسن وار» انجام دهند. | » |

#### حسن باقری
حسن باقری جوان‌ترین فرماندهِ ایران در دوران جنگ ایران و عراق بود. وی به‌عنوان جانشین فرمانده نیروی زمینی سپاه، نقش مهمی در موفقیت نیروهای ایران در عملیات‌های فتح‌المبین و رمضان، همچنین بیت‌المقدس و آزادسازی خرمشهر داشت. غلامعلی رشید می‌گوید حسن باقری در زمان فرماندهی، یکی از برجسته‌ترین عناصر اطلاعاتی بود، به‌طوری‌که محسن رضایی، همواره به نظریات اطلاعاتی وی تکیه می‌کرد.
چند ماهی از انقلاب نگذشته بود که گروه فرقان شروع به ترور انقلابیون از جمله مرتضی مطهری کردند. محسن رضایی جمعی از جوانان انقلابی را گرد هم جمع کرده و یک واحد اطلاعات درست کرد، روزی سیدعلی خامنه‌ای جوانی را پیش او می‌فرستد، به نام غلامحسین افشردی. محسن رضایی می‌گوید: «با او مصاحبه کردم، نظرم را جلب کرد و کار با او را شروع کردیم. به او گفتم از فردا اسم تو حسن باقری است. پیشرفت خوبی کرد. جنگ که شروع شد او را به جبهه فرستادم. وقتی فرماندهی سپاه را به عهده گرفتم دست راست مرا در جبهه به عهده داشت و به یکی از فرماندهان بزرگ ایران تبدیل شد.» اما در ویدیوهایی که بتدریج منتشر شد نشان داده می‌شود که حسن باقری یکی از منتقدان سیاست‌های جنگی محسن رضایی بوده که منجر به کشته شدن تعداد زیادی از نیروهای ایران می‌شده است.

### بازگشت به سپاه

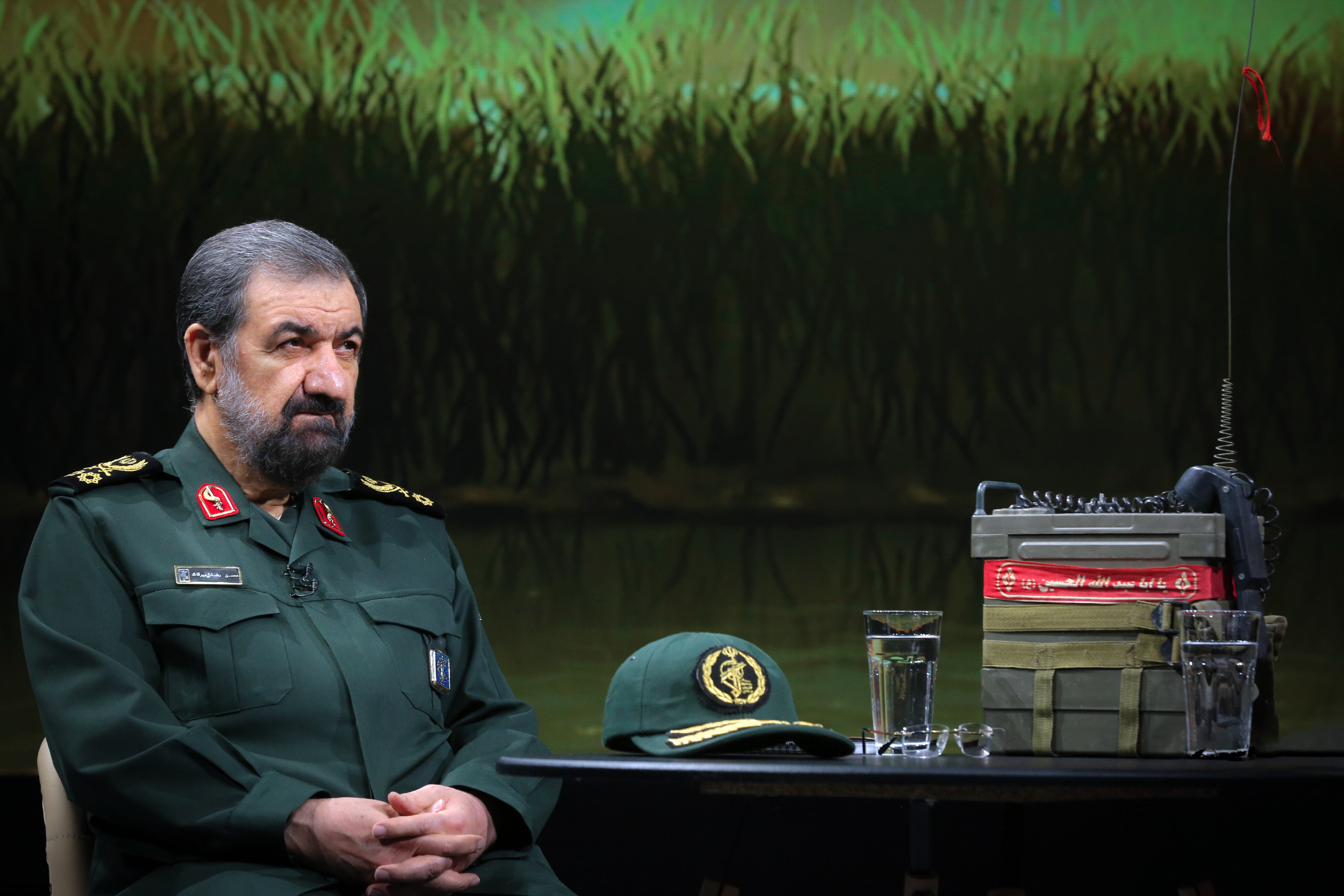
رضایی با لباس رسمی نظامی در یک مصاحبه، اسفند ۱۳۹۸

در فروردین ۱۳۹۴، رضایی از بازگشتش به سپاه پاسداران خبر داد. وی دلیل اینکار را تدوین کافی سیاست‌های کلان اقتصادی کشور برای ۵۰ سال آینده در طول زمان حضورش در مجمع تشخیص مصلحت نظام و همچنین در اولویت بودن امنیت ملی ایران ایران برای سال‌های نزدیک به نا امنی‌هایی که در سال‌های ۱۳۹۳ و ۱۳۹۴ در مرزهای ایران حادث شده‌بود عنوان کرد.

## فعالیت سیاسی
محسن رضایی در پی استعفاء از فرماندهی سپاه پاسداران در سال ۱۳۷۶ از حضور در کلیه نیروهای نظامی نیز کناره‌گیری نمود و وارد دنیای سیاست شد. در سال ۱۳۷۶ با حکم سید علی خامنه‌ای، به سمت دبیری مجمع تشخیص مصلحت نظام منصوب شد و از سال ۱۳۷۹ نیز ریاست کمیسیون اقتصاد کلان مجمع تشخیص مصلحت نظام را برعهده گرفت. محسن رضایی در این سال‌ها فعالیتش را در مجمع تشخیص مصلحت نظام متمرکز کرد. از فعالیت‌های وی در مجمع تشخیص، می‌توان به تدوین سند چشم‌انداز بیست ساله ایران و کمک به اصلاح قانون سرمایه‌گذاری خارجی در ایران، اشاره نمود.

### رکورددار حضور در انتخابات
محسن رضایی تاکنون ۴ بار وارد انتخابات شده است. سال ۱۳۸۴ که دو روز مانده به رأی‌گیری انصراف داد و در سال‌های ۱۳۸۸ و ۱۳۹۲ که تا پایان ماند و رأی نیاورد. او در انتخابات ریاست‌جمهوری ۱۴۰۰ هم ثبت‌نام کرد. تا پیش از انتخابات ریاست‌جمهوری ۱۴۰۰ رکورد شرکت او و محمدباقر قالیباف یکسان بود اما با نام‌نویسی برای انتخابات ۱۴۰۰ گوی رقابت را از قالیباف ربود و رکورددار حضور در کارزار انتخابات ریاست‌جمهوری شد. او یکبار نیز در انتخابات مجلس ششم شکست را پذیرا شد.

### انتخابات مجلس ششم
محسن رضایی در سال ۱۳۷۸ خود را کاندیدای نمایندگی مجلس شورای اسلامی در تهران کرد و در فهرست «ائتلاف خط امام و رهبری» (معروف به جناح راست) و جامعه روحانیت مبارز قرار داشت، اما موفق به کسب آرای لازم نشد و نخستین شکست انتخاباتی خود را خورد.
رفیق دوست می‌گوید: «سالی که محسن رضایی برای نمایندگی مجلس از تهران کاندیدا شد به ایشان گفتم: شما ویژگی فرماندهی و ریاست را داری اما از جایی مثل مسجد سلیمان یا بهبهان کاندید شو که قطعاً میدانی انتخاب می‌شوی، اما ایشان حرف من را گوش نکرد.» محسن رضایی از تهران کاندیدا شد و در لیست «ائتلاف خط امام و رهبری» و جامعه روحانیت مبارز قرار گرفت؛ اقدامی که نتیجه ای جز شکست برای او نداشت.

### نهمین انتخابات ریاست‌جمهوری
او همچنین در انتخابات ریاست جمهوری ۱۳۸۴ نیز با شعار انتخاباتی «دولت عشق» حضور یافت، اما دو روز پیش از برگزاری انتخابات کناره‌گیری خود را اعلام کرد. در بیانیه‌ای که او در آن زمان منتشر کرد، دلیل کناره‌گیری خود را «جلوگیری از پراکندگی آرای مردم» در اثر کثرت نامزدها عنوان کرد.
تا جایی که فیلم تبلیغاتی اش در انتخابات ریاست جمهوری ۸۴، با نام دولت عشق را رسول ملاقلی پور کارگردان سینمای جنگ ساخت. در بخشی از این فیلم گفتگو محور ملاقلی پور از رضایی می‌پرسد: «آقا محسن چقدر می‌گیری بروی کنار اصلاً از قدرت بروی کنار، گیر ندهی و کار نداشته باشی؟»
محسن رضایی هم پاسخ می‌دهد: «یا با گلوله کنار می‌روم یا اینکه مردم نخواهند.»

### دهمین انتخابات ریاست‌جمهوری
رضایی یکی از نامزدهای دوره دهم ریاست جمهوری ایران نیز بود. وی در بین نامزدهای رسمی انتخابات، آخرین فردی بود که به صحنه وارد شد. رضایی با ایده «دولت ائتلافی» و به صورت مستقل وارد انتخابات شد. وی نفر سوم از بین کاندیداهای چهارگانه شد.
محسن رضایی پس از انتخابات به نتایج اعلام شده اعتراض نمود و آن را مورد تأیید قرار نداد و اعلام کرد «رأی مردم مثل ناموس آنهاست» اما بعد، از اعتراض خود منصرف شد. جمله او دربارهٔ اینکه رأی مردم ناموس او است منجر به اعتراضات فراوانی نزد هوادران وی گردید.

### یازدهمین انتخابات ریاست‌جمهوری

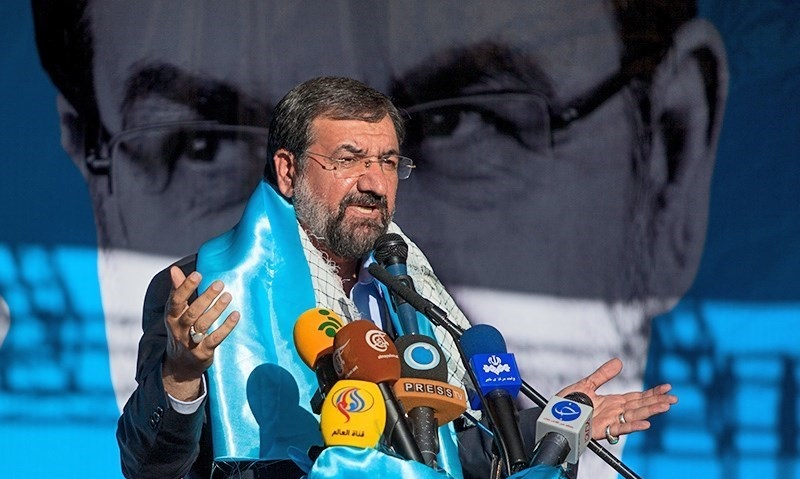
رضایی در اولین همایش انتخاباتی اش در ۱۳۹۲

محسن رضایی در تاریخ ۱۴ اسفند ۹۱ در جمع مردم شهر دیواندره، به‌طور رسمی کاندیداتوری خود را اعلام کرد. رضایی در جمع مردم دیواندره اظهار داشت: پیشنهاد شده بود در تهران کاندیداتوری خود را اعلام، تا از امکانات وسیع رسانه‌ای استفاده کنم اما با اعلام کاندیداتوری در این شهر، بر رویکردم نسبت به پیشرفت و توسعه همه‌جانبه کشور و حل مشکلات مردم تأکید می‌کنم. همچنین ابوالقاسم رئوفیان، مسئول ستاد انتخاباتی «جبهه ایستادگی»، پس از معرفی محسن رضایی به عنوان کاندیدای جبهه ایستادگی، شعار انتخاباتی محسن رضایی را «دولت فراگیر و جامعه امید» اعلام کرد.
وی جزو ۸ نفری بود که صلاحیت آن‌ها برای انتخابات دوره یازدهم ریاست جمهوری توسط شورای نگهبان تأیید شد. محسن رضایی در این انتخابات در رتبه چهارم قرار گرفت.
محسن رضایی اعلام نمود با شعار «سلام بر زندگی» در انتخابات ریاست‌جمهوری ایران (۱۳۹۲) شرکت کرد.
یکی از فعالیت‌های انتخاباتی محسن رضایی رونمایی از وبسایت ویکی رضایی بود که در آن طی برنامه‌ای مرحله به مرحله و تدریجی پس از ورود اطلاعات، داده و برنامه‌های اقتصادی ایران توسط کارشناسان و نخبگان، مردم ویرایش شده تا کارشناسان اطلاعات موثق‌تر و شاید اولویت‌های ضروری‌تری به دست آورند. این وبگاه برپایه سیاست‌های ویکی یعنی با مشارکت عمومی ساخته شده است.
تفاوت این مدل با سفرهای استانی این است که بتوان پیش از سفر به دورترین مناطق کشور، دیدگاه‌های مردم و اطلاعات آنان را با کمک نخبگان تجزیه و تحلیل کرده و بهترین تصمیم را برای آنان گرفت.

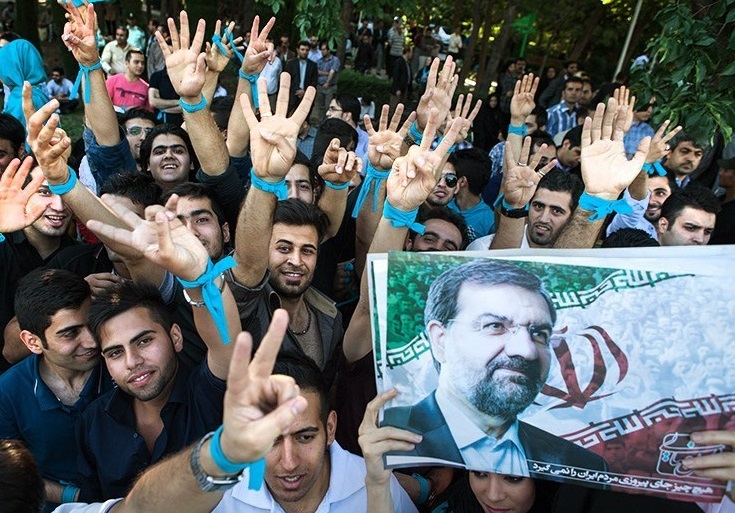
جمعی از حامیان رضایی در یکی از سخنرانی‌های او، کارزار رضایی از رنگ آبی فیروزه‌ای به عنوان نشان استفاده می‌کرد.

محسن رضایی در ۷ اسفند ۱۳۹۱ در همایشی تحت عنوان «دانشجوی پیشرو، انتخابات پیش رو» در دانشگاه رجایی شرکت نمود و در پاسخ به سؤال یکی از دانشجویان که آیا اجرای طرح فدرالیسم ایران، منجر به استقلال مناطقی از کشور نخواهد شد؟ گفت:
ایران تا قبل از دوره رضا شاه نیز به صورت فدرالی اداره می‌شد اما وی که تمایل داشت قدرت را به صورت یکپارچه در دست بگیرد دست به ایجاد حکومت استانی زد لذا اگر قرار بود استقلالی شکل بگیرد در آن دوران شکل می‌گرفت ضمن آن که این طرح فقط در زمینه اقتصاد کشور را فدرالی خواهد کرد.
در نهایت رضایی با کسب ۳٬۸۸۴٬۴۱۲ رای (۱۰٫۵۹٪) در انتخابات رتبه چهارم را به‌دست‌آورد و به پاستور راه نیافت. او در سه استان خوزستان (محل تولدش)، چهارمحال و بختیاری و کهگیلویه و بویراحمد از برنده نهایی انتخابات، حسن روحانی رای بیشتری آورد.

### سیزدهمین انتخابات ریاست جمهوری
محسن رضایی در تاریخ ۲۵ اردیبهشت سال ۱۴۰۰، برای سیزدهمین دورهٔ انتخابات ریاست‌جمهوری ایران ثبت نام کرد و در تاریخ ۴ خرداد صلاحیت وی توسط شورای نگهبان تأیید شد. او ابتدا اعلام کرده بود که در صورت شرکت سید ابراهیم رئیسی در انتخابات، کناره‌گیری خواهد کرد اما بعد از ثبت نام رئیسی، در انتخابات ثبت نام کرد و اعلام کرد که قصد کناره‌گیری ندارد.
رضایی در نهایت در جایگاه دوم قرار گرفت و از راهیابی به پاستور بازماند.

### معاون اقتصادی رئیس‌جمهور
در ۳ شهریور ۱۴۰۰، سید ابراهیم رئیسی با صدور حکمی رضایی را به سمت معاون اقتصادی رئیس‌جمهور، دبیر شورای عالی هماهنگی اقتصادی سران قوا و دبیر ستاد اقتصادی دولت منصوب کرد.
محسن رضایی چندی بعد از تکیه بر صندلی معاون اقتصادی رئیس‌جمهور ۲۹ آذر ماه ۱۴۰۰ وعده داد که از اول دی ماه ۱۴۰۰ یارانه‌ها ۲ برابر می‌شوداما چند روز بعد وزیر اقتصاد سخنان رضایی را تکذیب کرد. سرانجام در ۲۱ خرداد ۱۴۰۲ با استعفای وی از معاونت اقتصادی رئیس‌جمهور موافقت شد.

## دیدگاه‌ها و نظریه‌ها

### سربازی حرفه‌ای
یکی از ایده‌های محسن رضایی در انتخابات یازدهم ریاست جمهوری، سربازی حرفه‌ای بود. او دربارهٔ سرباز حرفه‌ای می‌گوید: «در سربازی حرفه‌ای، هم نیروهای نظامی توانمندتر می‌شوند و هم جوانان به جای خدمت اجباری زمانشان را در فراگیری و انجام یک شغل خواهند گذراند تا به نوعی کارآفرینی در کشور نیز تقویت شود و آمار بیکاری کاهش یابد.»

### فدرالیسم اقتصادی
محسن رضایی بر اجرای فدرالیسم اقتصادی تأکید دارد و معتقد است که ایالات می‌توانند از نظر اقتصادی روی پای خود ایستاده و تصمیم‌گیری‌های کلان در سطح کشور داشته باشند. در طرح رضایی، فدرال اقتصادی نوع محدود شده‌ای از اداره کشور به سبک فدرالیسم و محدود به امور اقتصادی است. او در این روش اداره مسائل سیاسی و دفاعی را به صورت متمرکز قابل اجرا می‌داند.

### دولت در سایه
ایده دولت در سایه ایده دیگری از رضایی بود. به نظر وی دولت در سایه در کنار دولت رسمی باید متشکل از نخبگان و بهترین کارشناسان کشور تشکیل شود. او معتقد است از نخبگان همیشه تعریف و تمجید شده، اما کمتر نقشی سازمان یافته در اداره کشور داشته‌اند. در دیدگاه رضایی، وزارتخانه‌های نخبگی باید بر وزارتخانه‌های رسمی نظارت داشته باشد تا با انجام این نظارت بتوان معایب و محاسن دستگاه‌ها را رصد و پیگیری کرد. همچنین تولید فکر، مشاوره و ارائه پیشنهاد وظیفه دولت در سایه و دولت نخبگی است.

### طرح اقتصادی انتظار
رضایی در دوم خرداد ۱۳۹۵ و در برنامه پایش که به مناسبت آزادسازی خرمشهر و به صورت زنده در صدا و سیمای ایران پخش می‌شد، خبر از تهیه طرح اقتصادی انتظار و تقدیم آن به دولت داد. وی گفت در این طرح ۳۱۳ نقطه از هزار شهر در ایران مشخص شده و حدود ۵۰۰۰ مدیر جهادی هم اعلام آمادگی کردند و ۱۱۰ بنگاه کارآفرین و ۳۳ دانشگاه مشخص شده‌اند. این ۳۱۳ نقطه توسعه‌ای در سراسر کشور شامل ۲۰ میلیون جمعیت آن مناطق است که در صورت اجرا شدن این طرح شاهد ایجاد یک میلیون شغل در سال پنجم و درآمد سالانه ۳۰ میلیارد دلار، خواهیم بود.

### بانک مردم
ایده بانک مردم با هدف توسعه کسب و کار خانگی و اشتغال‌زایی برای ۵ میلیون نفر تأسیس شد. بانک مردم که با اولویت اشتغال‌زایی برای زنان خانه‌دار و فارغ‌التحصیلان دانشگاهی راه‌اندازی می‌شود، کسب و کار خانگی و رفتن جوانان و دانشگاهیان به سمت تولید را حمایت می‌کند.

### یارانه درآمدی
رضایی، یارانه ۱۱۰ هزار تومانی شامل تخصیص و پرداخت یارانه درآمدی به دو شکل یارانه نقدی «۶۵ هزار تومانی» و «۴۵ هزار تومانی» به مردم است. بر اساس نظر رضایی این یارانه از مسیر تولید گذشته و با سود بیشتر به مردم داده می‌شود، یارانه درآمدی باعث می‌شود تولید رونق گرفته و از تورم جلوگیری می‌کند. او این یارانه‌ها را در اقتصاد مردمی و با ساختار فدرالیسم اقتصادی فرصتی را برای شکوفایی صنایع و بهره‌گیری از نخبگان استانها و اقوام می‌داند.

### یارانه سبز
این ایده رضایی، یارانه‌ای است که با هدف تأمین امنیت غذایی کشور و توسعه کشاورزی، ساختاری و دام‌پروری به کشاورزان پرداخت می‌شود. این یارانه با هدف تغییر خاستگاه کشاورزی از سنتی به مدرن و بالا بردن بهره‌وری در کشاورزی کشور طراحی شده است. اهدافی که رضایی با ایده «یارانه سبز» آن‌ها را مد نظر داشت:
1. تبدیل کشاورزی سنتی به مدرن
2. اصلاح بذر و آبیاری
3. راه‌اندازی صنایع تبدیلی
4. رونق کشاورزی، باغداری و دامداری
5. تأمین اجتماعی کامل کشاورزان، باغداران و دامپروران
6. استقلال و خودکفایی کشاورزی ایران و کاستن از حجم واردات
7. تبدیل ایران به قطب تولید محصولات و فراورده‌های کشاورزی و دامداری

### پیش‌بینی تحریم‌های آمریکا

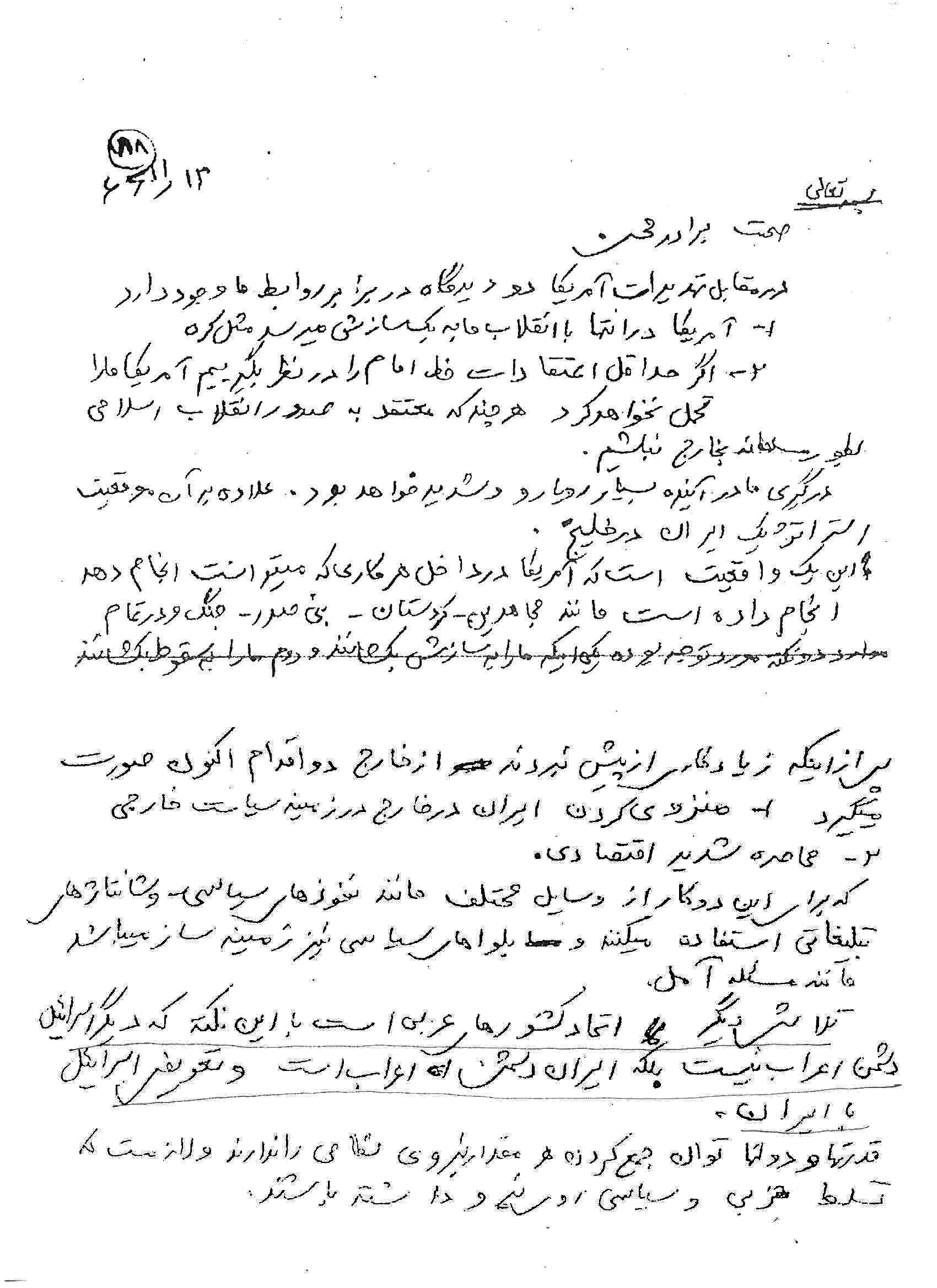
سند منتشر شده از دست‌نوشته‌های حسن باقری از سخنان محسن رضایی دربارهٔ پیش‌بینی تحریم‌های اقتصادی آمریکا علیه ایران

حسن باقری در دفتر خاطرات خود در تاریخ ۶۰/۱۱/۱۳ سخنانی از محسن رضایی نوشته است که پیش‌بینی وی دربارهٔ تحریم‌های اقتصادی آمریکا علیه ایران را نشان می‌دهد. این دست نوشته ۲۸ سال بعد منتشر شد، در بخشی از این نوشته آمده است: «صحبت برادر محسن: آمریکا همان‌طور که از منافقین و بنی‌صدر به نتیجه نرسید از این جنگ، هم به نتیجه نخواهد رسید ولی بعد از جنگ دو کار علیه ما انجام خواهند داد، اول اینکه ایران را محاصره اقتصادی می‌کنند و دوم اینکه اعراب را به جای اسرائیل روبه‌روی ما قرار خواهند داد.»

### گروگانگیری برای کسب درآمد
در زمان برگزاری مذاکرات برجام محسن رضایی در گفتگوی ویژه خبری بیستم تیرماه سال ۱۳۹۴ در مورد بحث تجاوز نظامی و درگیری با آمریکا بیان داشت که:

اگر آمریکایی‌ها بخواهند به ایران چشم بد داشته باشند و به فکر حمله نظامی باشند مطمئن باشند ما در هفته اول حداقل ۱۰۰۰ آمریکایی را اسیر می‌گیریم و آن موقع برای آزاد کردن هر یک از آنها باید چند میلیارد دلار بدهند. آن موقع مشکل اقتصادی ما نیز ممکن است حل شود

### رای دادن فرح پهلوی در انتخابات ریاست جمهوری ایران
رضایی در جریان انتخابات ریاست‌جمهوری ۱۳۹۶ در برنامه تلویزیونی نگاه یک گفت: «آمریکایی‌ها می‌خواهند از طریق دمکراسی در ایران نفوذ کنند، به همین خاطر در انتخابات اخیر، در خارج کشور همه برای رای دادن صف می‌کشند و حتی فرح پهلوی هم رای می‌دهد». وقتی مجری تلویزیون، «جعلی» بودن این موضوع را یادآوری کرد، رضایی همچنان با تکرار نظر خود از شرکت پهلوی در دوره بعدی انتخابات یاد کرد.

### ایدهٔ ایجاد ایران بزرگ متشکل از ۱۵ کشور
وی در تاریخ ۱۹ آذر ۱۳۹۹ گفت «اگر ایران بزرگ در شمال خلیج فارس و دریای عمان به‌وجود بیاید ۱۵ کشور به ایران وصل می‌شود و اگر ایران بزرگ شکل بگیرد، در سیاست دنیا دخالت می‌کند. وظیفه ما این است که مجد و عظمت و شکوه ایران بزرگ را دوباره به‌دست بیاوریم و ما می‌توانیم این کار را بکنیم.» وی در ادامه «اقتدار علمی» را پیش‌نیاز دستیابی به ایران بزرگ دانست و گفت «هرچه در فناوری پیشرفت کنیم، به سوی ایران بزرگ حرکت خواهیم کرد».

## مظنون در بمب‌گذاری آمیا و محکومیت‌ها
دولت آرژانتین تصمیم ابراهیم رئیسی مبنی بر انتصاب محسن رضایی به عنوان معاون رئیس‌جمهور در امور اقتصادی جمهوری اسلامی را که در رابطه با بمب‌گذاری مرکز جامعه یهودیان آمیا در بوینس آیرس در سال ۱۹۹۴ مظنون و تحت تعقیب اینترپل می‌باشد، محکوم کرد.
وزارت امور خارجه آرژانتین با صدور بیانیه‌ای «قویترین محکومیت» آرژانتین را نسبت به تأیید محسن رضایی رهبر سابق سپاه پاسداران به این سمت، ابراز داشت.

## تعقیب بین‌المللی
حکم جلب بین‌المللی رضایی از سوی اینترپل (پلیس بین‌الملل) در تاریخ ۷ نوامبر ۲۰۰۷ و به درخواست دادگستری آرژانتین به اتهام جنایات منجر به مرگ، اوباشی و خرابکاری مبنی بر دخالت داشتن وی در انفجار مرکز همیاری یهودیان و در مقام فرمانده وقت سپاه پاسداران انقلاب اسلامی صادر شده است. محسن رضایی همچنان تحت تعقیب اینترپل (پلیس بین‌الملل) قرار دارد. دولت آرژانتین تصمیم رئیسی مبنی بر انتصاب رضایی به عنوان معاون اقتصادی رئیس‌جمهور، که در رابطه با بمب‌گذاری مرکز جامعه یهودیان آمیا در بوینس آیرس در سال ۱۹۹۴ مظنون و تحت تعقیب اینترپل می‌باشد، را محکوم کرد.
روز دوشنبه ۱۷ اکتبر ۲۰۲۲ وزارت خارجه آرژانتین درخواست دادستان ویژه را پس از مطمئن شدن از حضور محسن رضایی در قطر، پذیرفته و با وساطت سفیر خود در دوحه با وزارت خارجه قطر تماس بگیرد و درخواست دولت آرژانتین را به آنها ابلاغ کرد.

## تحریم
روز جمعه ۲۰ دی ۱۳۹۸ اداره کنترل دارایی‌های خارجی وزارت خزانه داری آمریکا موسوم به اوفک محسن رضایی و هفت مقام ارشد جمهوری اسلامی را به دلیل پیشبرد اهداف بی‌ثبات‌کننده حکومت در منطقه و جهان در فهرست تحریم‌ها قرار داد.

## خانواده
همسر محسن رضایی، معصومه خدنگ نام دارد، که رضایی از طریق امام جماعت مسجد جامع احمدیه نارمک، به عنوان عضوی از خانواده‌ای انقلابی، با او آشنا شد و ازدواج کرد. فرزندانش به ترتیب احمد، سارا، علی، زهرا و مهدیه نام دارند. سید محمد مهدی احمدی داماد محسن رضایی و برادر عروس محمدباقر قالیباف و نیز برادر داماد عبدالرضا رحمانی فضلی است.
فرزند دیگر محسن رضایی، علی رضایی میرقائد همسر هدی طباطبایی و پدر تنها نبیره روح‌الله خمینی (محمد بنیامین رضایی) می‌باشد، که در حال حاضر معاون اطلاع‌رسانی، پروژهش و امور بین‌الملل دبیرخانه مجمع تشخیص مصلحت نظام می‌باشد. برادر وی امیدوار رضایی نیز به مدت ۱۶ سال در دوره‌های پنجم، ششم، هفتم و هشتم مجلس شورای اسلامی، به عنوان نماینده مسجدسلیمان، لالی و هفتکل از استان خوزستان در مجلس شورای اسلامی حضور داشت. وی در دوره نهم مجلس، برای حضور در انتخابات، نامزد نشد. امیدوار رضایی در ادوار پیشین همواره در هیئت رئیسه مجلس حضور داشت و از افراد نزدیک به علی لاریجانی (رئیس سابق مجلس) به‌شمار می‌آید و هم‌اکنون به عنوان معاون قوانین مجلس شورای اسلامی فعالیت می‌کند.
فرزند دوم رضایی در انتخابات مجلس مسجد سلیمان، لالی، اندیکا و هفتکل ثبت نام کرد، اما شورای نگهبان او را رد صلاحیت کرد. محمد مهدی احمدی، داماد رضایی در آذر ۱۴۰۰ با تصمیم و رای اعضای هیئت مدیره، به عنوان مدیر عامل بانک شهر انتخاب شد. رضایی خیریهٔ زنده یادان احمد و مریم رضایی را تأسیس کرده است که به اقشار محروم جامعه کمک می‌کند.

### مرگ احمد رضایی
احمد رضایی، فرزند ارشد وی، در اولین دوره ریاست جمهوری محمد خاتمی به ایالات متحده آمریکا پناهنده شد و با انجام مصاحبه‌هایی جنجال بسیاری در ایران آفرید. چند سال بعد و در آستانه انتخابات ریاست جمهوری دهم، محسن رضایی اعلام کرد فرزندش به ایران برگشته است. در ۲۲ آبان ۱۳۹۰ اعلام شد که او در هتل گلوریا در شهر دبی به طرز مشکوکی درگذشته است.
احمد رضایی با استفاده از یک گذرنامه آمریکایی و با نام آمریکایی خود یعنی تام جی اندرسون وارد دبی شده بود. در بررسی پلیس دبی علت مرگ او مصرف بیش از اندازه از داروی ضد افسردگی اعلام شد. اما در ایران بازپرس ویژه پرونده بر این نظر بود که وی به دلیل داشتن اطلاعات به قتل رسیده است و احتمالاً دستگاه جاسوسی اسرائیل در این میان نقش داشته است.

## برخورداری رسانه‌ای
- هفته‌نامه آذر
- سایت بازتاب
- خانه دانشجو
- حزب سبز ایران
- خبرگزاری تابناک[۱۱۲]
- پایگاه خبری صبح قریب[۱۱۳]

## تاریخچه انتخاباتی

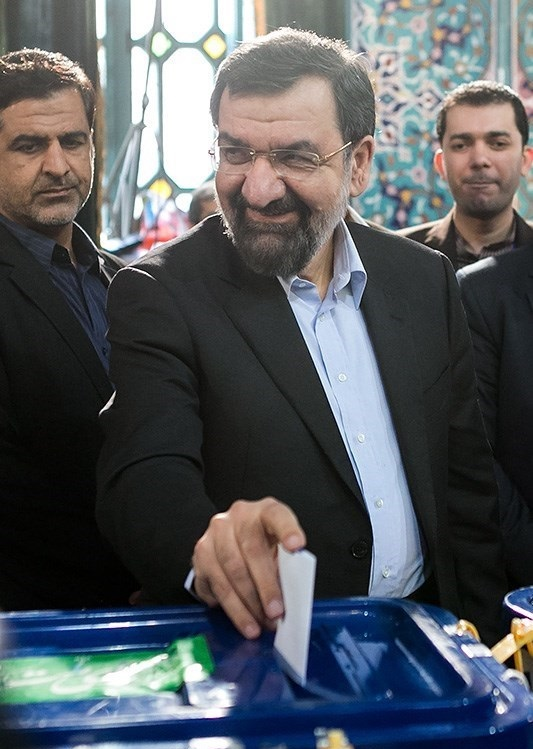
رضایی در حال انداختن رأی خود در صندوق انتخابات مجلس ۱۳۹۴

| سال  | انتخابات          | آرا       | %     | رتبه     | توضیحات   |
| ---- | ----------------- | --------- | ----- | -------- | --------- |
| ۱۳۷۸ | مجلس شورای اسلامی | ۵۳۹٬۷۹۶   | ۱۸٫۴۱ | سی و ششم | شکست      |
| ۱۳۸۴ | ریاست‌جمهوری       | –         | –     | –        | کناره‌گیری |
| ۱۳۸۸ | ریاست‌جمهوری       | ۶۷۸٬۲۴۰   | ۱٫۷۳  | سوم      | شکست      |
| ۱۳۹۲ | ریاست‌جمهوری       | ۳٬۸۸۴٬۴۱۲ | ۱۰٫۵۵ | چهارم    | شکست      |
| ۱۴۰۰ | ریاست‌جمهوری       | ۳٬۴۴۰٬۸۳۵ | ۱۱٫۷۸ | دوم      | شکست      |

## تألیفات
- ایران آینده در افق چشم‌انداز، انتشارات وزارت فرهنگ و ارشاد اسلامی، تهران: ۱۳۸۵. شابک: ۹۶۴–۴۲۲–۴۳۹–۶
- آئین فتح؛ سخنرانی محسن رضایی پیرامون استراتژی جنگ در شرایط کنونی و اهمیت غافلگیری، مرکز تبلیغات جبهه و جنگ سپاه پاسداران انقلاب اسلامی. تهران: ۱۳۶۳.
- ای‍ران م‍ن‍طق‍ه‌ای، س‍ازم‍ان ج‍غ‍راف‍ی‍ای‍ی ن‍ی‍روه‍ای م‍س‍ل‍ح، ت‍ه‍ران: ۱۳۸۳. شابک: ۹۶۴–۸۴۰۸–۴۴–۰
- ب‍دن‍ب‍ال خ‍ورش‍ی‍د، ن‍ه‍ض‍ت ف‍ره‍ن‍گ‍ی. ب‍ا ه‍م‍ک‍اری م‍ح‍س‍ن م‍ه‍رآب‍ادی و ص‍ادق ح‍ی‍درخ‍ان‍ی، ف‍ره‍ن‍گ‌گ‍س‍ت‍ر، ت‍ه‍ران: ۱۳۷۸.
- حسنای پری ۱۳۸۶.
- خاص پری ۱۳۸۹.
- می‌خواهم مثل ابر بمیرم ۱۳۸۹.
- ی‍ادداش‍ت‌های زائ‍ر ۱۸۶ ۱۳۸۳.
- پ‍اس‍خ ب‍ه چ‍ن‍د پ‍رس‍ش درب‍اره ج‍ن‍گ ای‍ران و ع‍راق، ت‍ه‍ران: ۱۳۸۴.
- ت‍ب‍ی‍ی‍ن آث‍ار ج‍ری‍ان‍ه‍ای ت‍ج‍اری ب‍ر ب‍ه‍ره‌وری ص‍ن‍ع‍ت‍ی در ای‍ران، ت‍ه‍ران: ۱۳۸۴.
- تشکیل سپاه بدر، ت‍ه‍ران: ۱۳۸۹.
- ت‍ئ‍وری ارزش و ق‍ی‍م‍ت، ت‍ه‍ران: ۱۳۷۱.
- چ‍ش‍م‌ان‍داز ای‍ران ف‍ردا، ت‍ه‍ران: ۱۳۸۴.
- حقوق متهم در نظام قضایی جمهوری اسلامی ایران، ت‍ه‍ران: ۱۳۸۸.
- دس‍ت‌ه‍ای پ‍ن‍ه‍ان، ت‍ه‍ران: ۱۳۷۸.
- رویارویی سوم و جهاد اقتصادی، ت‍ه‍ران: ۱۳۹۰.
- س‍رم‍ش‍ق‍ی ب‍رای س‍ی‍اس‍ت‍گ‍ذاری و ب‍رن‍ام‍ه‌ری‍زی ف‍ره‍ن‍گ‍ی، ت‍ه‍ران: ۱۳۸۰.
- سردار سرلشکر شهید احمد کاظمی، ت‍ه‍ران: ۱۳۸۹.
- سردار سرلشکر شهید احمد متوسلیان، ت‍ه‍ران: ۱۳۸۹.
- سردار سرلشکر شهید علی هاشمی، ت‍ه‍ران: ۱۳۸۹.
- سردار سرلشکر شهید محمدابراهیم همت، ت‍ه‍ران: ۱۳۸۹.
- سردار سرلشکر شهید مهدی باکری، ت‍ه‍ران: ۱۳۸۹.
- سردار سرلشکر شهید مهدی زین‌الدین، ت‍ه‍ران: ۱۳۸۹.
- شهید فضل‌الله محلاتی، ت‍ه‍ران: ۱۳۸۹.
- شهید عبدالله میثمی، ت‍ه‍ران: ۱۳۸۹.
- موج دوم انقلاب، ت‍ه‍ران: ۱۳۸۵.
- ن‍ظری‍ه پ‍ول، اعتبار و ت‍ع‍ادل ع‍م‍وم‍ی، ت‍ه‍ران: ۱۳۸۴.
- ن‍ه‍ض‍ت ب‍ی‌پ‍ای‍ان: م‍ج‍م‍وع‍ه م‍ص‍اح‍ب‍ه‌ه‍ای م‍ح‍س‍ن رض‍ای‍ی، ت‍ه‍ران: ۱۳۷۸.
- فدرالیسم اقتصادی، ت‍ه‍ران: ۱۳۹۱.

## جایزه‌ها و نشان‌های افتخار
این بخش شامل نشان‌ها و جایزه‌های رسمی محسن رضایی است که بر روی لباس همسان او نصب می‌شود ولی جایزه‌های غیرنظامی و غیررسمی را در برنخواهد گرفت. رضایی با ۳ بار دریافت نشان فتح درجه یک، رکورددار دریافت این نشان است.

### نوار نشان‌ها
|  |  |  |

### نام نشان‌ها
| نشان فتح درجه یک | نشان فتح درجه یک | نشان فتح درجه یک |